# 陸上自衛隊第12旅團
陸上自衛隊第12旅團（日語：第12旅団；平假名：だいじゅうにりょだん）是日本陸上自衛隊六個主要旅團之一。該旅團直屬於陸上自衛隊東部方面隊，主要部隊駐紮於群馬縣榛東村，負責榛東村、長野縣、新潟縣及栃木縣等地的防衛警戒。
第12旅團建立於2001年3月13日，前身為已解編的第12師團。

## 組織架構
- 相馬原駐屯地（日语：相馬原駐屯地）（群馬縣北群馬郡榛東村）
  - 旅团司令部及旅部附属队
  - 第12高射特科中隊（日语：第12高射特科中隊）
  - 第12通信隊
  - 第12偵察隊（日语：第12偵察隊）
  - 第12直升机隊（日语：第12ヘリコプター隊）（隊部、第2飛行隊）
  - 第12後方支援隊（第1整備中隊、第2整備中隊部分）
  - 第12化学防護隊
  - 第12音乐隊
- 高田駐屯地（日语：高田駐屯地）（新潟县上越市）
  - 第2普通科联队（日语：第2普通科連隊）
- 松本駐屯地（日语：松本駐屯地）（长野县松本市）
  - 第13普通科联队（日语：第13普通科連隊）
- 新发田駐屯地（日语：新発田駐屯地）（新潟县新發田市）
  - 第30普通科联队（日语：第30普通科連隊）
- 宇都宮駐屯地（日语：宇都宮駐屯地）（栃木縣宇都宮市）
  - 第12特科隊（日语：第12特科隊）
- 北宇都宮駐屯地（日语：北宇都宮駐屯地）（栃木縣宇都宮市）
  - 第12直升机隊（第1飛行隊）
- 新町駐屯地（日语：新町駐屯地）（群馬縣高崎市）
  - 第12後方支援隊（主力）
  - 第12施設隊
  - 第12反戰車中隊

第12旅團所属第12特科隊（砲兵）改編自已廢止之第12特科联队，位於宇都宮市，擁有四個中隊的155釐米FH-70野戰炮；第12偵察隊位於榛東村，裝備87式偵察裝甲車；第12高射特科中隊（防空砲兵連）位於榛東村，配備81式及93式近距離地對空導彈；第12設施隊（工兵）位於高崎市。

## 外部連結
- 第12旅團 （页面存档备份，存于）首頁 (Japanese)